# Сезон овец
«Сезон овец» — шестнадцатый студийный альбом российской рок-группы «Калинов Мост».

## История
16 мая 2016 года на портале «Планета» группа объявила краудфандинговую акцию по сбору 1 миллиона рублей для записи альбома.
15 июня был показан фрагмент композиции «Всадники», которая ранее уже исполнялась Ревякиным на акустических концертах. Отмечалось, что это единственная песня, которая будет звучать на радио.
9 августа на портале «Планета» музыканты представили первый сингл с альбома — «Рокот рока».
27 августа вышел второй сингл — «Всадники».
В сентябре группа сообщила о продлении краудфандинговой акции до конца года. Датой окончания сборов было объявлено 23 декабря 2016 года.
12 октября состоялась премьера третьего сингла — «Ветка огненной омелы».
23 декабря компания была успешно завершена, и цифровой релиз стал официально доступен её участникам.
В январе-феврале 2017 года альбом был выпущен на коллекционном CD. Издание представляет собой четырёхполосный диджипак с 16-страничным буклетом.
7 апреля 2017 года в московском клубе «Red» прошла презентация пластинки. 9 апреля группа представила альбом в Санкт-Петербурге на сцене клуба «Космонавт»
13 ноября 2017 года группа выпустила видеоклип на песню «Всадники». Съёмочные работы проходили летом 2016 года в Санкт-Петербурге, режиссёром ролика стал Игорь Гудков.

## Список композиций
Слова и музыка всех песен — написаны Дмитрием Ревякиным.
| №   | Название               | Длительность |
| --- | ---------------------- | ------------ |
| 1.  | «Правда проста»        | 3:49         |
| 2.  | «Аки птица»            | 2:52         |
| 3.  | «На Урал»              | 4:04         |
| 4.  | «Рокот рока»           | 4:09         |
| 5.  | «Ангел Златые власы»   | 4:10         |
| 6.  | «Ветка огненной омелы» | 4:18         |
| 7.  | «Сезон овец»           | 5:07         |
| 8.  | «Оплот»                | 3:14         |
| 9.  | «Всадники»             | 2:26         |
| 10. | «Стезя»                | 4:53         |
| 11. | «Бестия»               | 4:15         |
| 12. | «Одари»                | 4:45         |

## Участники
- Дмитрий Ревякин — гитара, вокал
- Виктор Чаплыгин — ударные, перкуссия, бэк-вокал, семплы
- Константин Ковачев — лидер-гитара, акустическая гитара, гусли, лютня, клавишные
- Андрей Баслык — бас-гитара, бэк-вокал
- Александр Владыкин — клавишные, баян